# ماورو رافاييل دا سيلفا
ماورو رافاييل دا سيلفا (بالبرتغالية: Mauro Rafael da Silva‏) هو لاعب كرة قدم برازيلي، ولد في 20 مايو 1984 في سابوكايا دو سول في البرازيل. لعب مع نادي جنوب الصين ونادي فلومينينسي ونادي كروزيرو ونادي لوزان.

## وصلات خارجية
- ماورو رافاييل دا سيلفا على موقع Soccerway.com (الإنجليزية)